# András Zákó
András Zákó, madžarski general, * 23. marec 1898, Braşov, † 13. marec 1968, München.